# Motilidade
Motilidade é, literalmente, a capacidade ou facilidade de se mover. No sentido lato, é um sinônimo de mobilidade.

## Biologia
Em Biologia, motilidade é a habilidade de se mover espontânea ou ativamente, consumindo energia no processo. O termo pode ser aplicado a organismos unicelulares e multicelulares.   O organismo que não possui motilidade é dito séssil.

## Fisiologia
Em Fisiologia, a motilidade é a capacidade de um órgão de executar movimentos autônomos. Um exemplo é a motilidade intestinal - a capacidade  dos intestinos de realizarem movimentos peristálticos para expelir do organismo o bolo fecal.